# صديقي فيلا (فلم)
صديقي فيلا (بالبرتغالية: Meu Amigo Fela)، هُو فيلم سيرة ذاتية ووثائقي برازيلي صدر سنة 2019، وهُو من إخراج جويل زيتو أراوجو وإنتاج لويزا بوتيليو ألميدا.

## طاقم التمثيل
- فيلا كوتي مثل نفسه.
- كارلوس مور مثل نفسه.

## وصلات خارجية
- مقالات تستعمل روابط فنية بلا صلة مع ويكي بيانات